# Glypta alpestris
Glypta alpestris là một loài tò vò trong họ Ichneumonidae.